# Jessa Zaragoza
Richelle Ann Loyola, född 1978 och känd under sitt artistnamn Jessa Zaragoza, är en filippinsk sångare och skådespelare. 

## Diskografi
- 1997: Just Can't Help Feelin(OctoArts Records)
- 1999: Phenomenal
- 2000: Siya Ba Ang Dahilan?(OctoArts Records)
- 2000: The Best Of (OctoArts Records)
- 2000: Ibigay Mo Na(Star Records)
- 2004: Kahit Na Ilang Umaga (Star Records)
- 2005: Laging Ikaw, duettalbum med Dingdong Avanzado
- 2009: Sings the Great Musical Icons I (Universal Records Comeback Album)
- 2012: Pag Wala Na Ang Ulan (Contract recording company GMA Records)

### Filmer
- Kadenang Bulaklak (1993)
- Anghel na Walang Langit (1994)
- Campus Girls (1995)
- Ang Tipo Kong Lalake, Maginoo Pero Medyo Bastos (1996)
- Paracale Gang (1996)
- Masamang Damo (1996)
- Kool Ka Lang (1997)
- Hawak Ko, Buhay Mo (1997)
- Frame Up (1997)
- Anting-Anting (1998)
- Armadong Hudas (1998)
- Malikot na Mundo (1999) som Pam
- Bakit Pa? (1999) som Henidina "Dina" Maranan/Nadine Moran